# Хостице
Хостице (слч. Hostice) насељено је мјесто са административним статусом сеоске општине (слч. obec) у округу Римавска Собота, у Банскобистричком крају, Словачка Република.

## Становништво
| Година:    | 1994. | 2004.   | 2014.    | 2024.   |
| ---------- | ----- | ------- | -------- | ------- |
| Број људи: | 829   | 884     | 1049     | 1055    |
| Разлика:   |       | +6,63 % | +18,66 % | +0,57 % |

| Година:    | 2023. | 2024.   |
| ---------- | ----- | ------- |
| Број људи: | 1044  | 1055    |
| Разлика:   |       | +1,05 % |

Према подацима о броју становника из 2011. године насеље је имало 1.029 становника.